# Верхняя Ланная (Карловский район)
Верхняя Ланная (укр. Верхня Ланна) — село,
Верхнеланновский сельский совет,
Карловский район,
Полтавская область,
Украина.
Код КОАТУУ — 5321681001. Население по переписи 2001 года составляло 769 человек.
Является административным центром Верхнеланновского сельского совета, в который, кроме того, входят сёла
Редуты и
Холодное Плесо.

## Географическое положение
Село Верхняя Ланная находится на берегу реки Ланная (в основном на левом) в месте впадения в неё реки Песчанка,
выше по течению на расстоянии в 1 км расположено село Холодное Плесо,
ниже по течению на расстоянии в 0,5 км расположено село Редуты.
Река в этом месте пересыхает.
По селу протекает несколько пересыхающих ручьёв с запрудами.
Через село проходит автомобильная дорога Р-11.

## Экономика
- Молочно-товарная и птице-товарная фермы.
- ЧП «Перемога».

## Объекты социальной сферы
- Школа І—ІІ ст.
- Дом культуры.

## Религия
- Храм Рождества Богородицы.

## Достопримечательности
- Братская могила советских воинов.